# Qarūneh
Qarūneh (persiska: قرونه) är en ort i Iran.   Den ligger i provinsen Khorasan, i den nordöstra delen av landet, 700 km öster om huvudstaden Teheran. Qarūneh ligger 1 834 meter över havet och antalet invånare är 234.
Terrängen runt Qarūneh är huvudsakligen kuperad, men åt sydost är den bergig.Runt Qarūneh är det ganska tätbefolkat, med 56 invånare per kvadratkilometer. Närmaste större samhälle är Mārūsk, 13,4 km väster om Qarūneh. Omgivningarna runt Qarūneh är i huvudsak ett öppet busklandskap.